# Елдерсбург (Меріленд)
Елдерсбург (англ. Eldersburg) — переписна місцевість (CDP) в США, в окрузі Керролл штату Меріленд. Населення — 32 582 особи (2020).

## Географія
Елдерсбург розташований за координатами 39°24′10″ пн. ш. 76°57′17″ зх. д. / 39.40278° пн. ш. 76.95472° зх. д. (39.402861, -76.954601).  За даними Бюро перепису населення США в 2010 році переписна місцевість мала площу 109,37 км², з яких 102,80 км² — суходіл та 6,57 км² — водойми.

## Демографія
Згідно з переписом 2010 року, у переписній місцевості мешкала 30 531 особа в 10 549 домогосподарствах у складі 8351 родини. Густота населення становила 279 осіб/км².  Було 10844 помешкання (99/км²).
Расовий склад населення:
| - 92,4 % — білих - 3,4 % — чорних або афроамериканців - 2,0 % — азіатів - 0,2 % — корінних американців |

До двох чи більше рас належало 1,5 %. Частка іспаномовних становила 2,2 % від усіх жителів.
За віковим діапазоном населення розподілялося таким чином: 26,6 % — особи молодші 18 років, 61,4 % — особи у віці 18—64 років, 12,0 % — особи у віці 65 років та старші. Медіана віку мешканця становила 41,0 року. На 100 осіб жіночої статі у переписній місцевості припадало 99,2 чоловіків;  на 100 жінок у віці від 18 років та старших — 95,3 чоловіків також старших 18 років.
Середній дохід на одне домашнє господарство  становив 124 168 доларів США (медіана — 106 725), а середній дохід на одну сім'ю — 138 353 долари (медіана — 124 423). Медіана доходів становила 80 056 доларів для чоловіків та 60 819 доларів для жінок. За межею бідності перебувало 3,0 % осіб, у тому числі 2,7 % дітей у віці до 18 років та 6,2 % осіб у віці 65 років та старших.
Цивільне працевлаштоване населення становило 15 997 осіб. Основні галузі зайнятості: освіта, охорона здоров'я та соціальна допомога — 21,9 %, науковці, спеціалісти, менеджери — 15,6 %, публічна адміністрація — 10,6 %, роздрібна торгівля — 10,0 %.